# Florian Bellanger
Florian Bellanger (nacido el 20 de abril de 1968) es un pastelero francés, anteriormente el pastelero ejecutivo de la famosa pastelería y dulces parisina, Fauchon. Es juez permanente en la serie de competencia de Food Network, Cupcake Wars, apareciendo en más de nueve temporadas y 135 episodios hasta la fecha.

## Carrera Temprana
Bellanger creció en París y pasó gran parte de sus tardes libres horneando para su familia. Sin embargo, una alergia al chocolate de la infancia le impidió disfrutar de dulces y postres durante seis años, lo que desalentó temporalmente su deseo de hornear. A los 15 años, Bellanger se postuló a una de las prestigiosas escuelas de pastelería de París, la École de Paris des Métiers de la Table ("escuela de París de habilidades de mesa"), pero fue rechazado por ser un año demasiado joven. En 1986, se graduó de la escuela con una especialización en pastelería y una especialidad en chocolate y helado; ahora dice que el chocolate es su ingrediente favorito y admira su versatilidad, afirmando que es "divertido" y algo "dado por sentado".
Antes de comenzar su propia empresa, Bellanger era el chef pastelero ejecutivo en Fauchon y supervisó a otros 24 pasteleros en su tienda insignia de Tea Salon en la ciudad de Nueva York, un "legendario emporio epicureo francés" de pasteles, galletas, helados y sorbetes. Allí, se hizo conocido por crear combinaciones inventivas de sabores fuera de las normas de la tradición, como éclairs aromatizados con ralladura de naranja, maracuyá o pastel de coco y malvavisco de frambuesa, helado de violeta de Toulouse y sorbete de frambuesa y chile. De 1991 a 1994, estuvo bajo el mando del famoso pastelero francés Pierre Hermé y también fue el chef pastelero ejecutivo de la tienda insignia de Fauchon en Qatar de 1994 a 1996.
Bellanger fue chef pastelero del restaurante de renombre mundial (tres estrellas Michelin) Le Bernardin de 1996 a 2001, donde sus postres fueron descritos como "ligeros y soñadores" por Ruth Reichl de The New York Times.[cita requerida]

## Carrera Profesional
Bellanger es ahora el chef y propietario de Mad Mac NYC "los auténticos macarons franceses y Madeleines", una aclamada empresa francesa de galletas y pastelería, que ayudó a financiar en 2006. Mad Mac sirve a las industrias minorista, de servicios de alimentos y de hostelería y ha sido reconocido como líder en calidad e innovación en la industria de Macaron.
Bellanger es miembro del Consejo de Alimentos de City Harvest y chef invitado en el Instituto Culinario Francés en Manhattan, Nueva York. También pasa su tiempo libre donando a organizaciones benéficas como C-CAP Careers Through Culinary Arts Program C-CAP Home, Wolfgang Puck Charity y la Fundación Jean-Louis Palladin.[cita requerida]

### Reconocimiento
Bellanger fue nombrado uno de los 10 mejores pasteleros de Estados Unidos en 2003 y 2004 por la revista Pastry Art & Design. En 2000 y 2001, la Fundación James Beard elogió los logros de Bellanger con una nominación a "Pastelero Sobresaliente".
También es el presidente del jurado de la competencia de pastelería de EE. UU. que se celebra cada febrero en Nueva York, y ha aparecido en muchas cadenas, incluyendo CNN, NBC, Food Network y Martha Stewart Living. Las obras de pastelería y pastelería de Bellanger han recibido atención en varias revistas y publicaciones, incluyendo House Beautiful, Martha Stewart Weddings, Forbes, Brides, Modern Bride, la revista GQ, la revista Time Out, People, The New York Times, la revista InStyle, Pastry Art & Design, Food Arts, la revista Chocolatier, The Nibble, la revista Delta Sky y la revista New York, y PastryScoop.com.

### Premios
James Beard Foundation "Pastelero sobresaliente del año" Nominación 2000 y 2001
Los 10 mejores pasteleros de Estados Unidos en 2003 y 2004 (revista Pastry Art and Design)\
Premio a la Trayectoria - Concurso de Pastelería de EE. UU. 2013
Miembro del Salón de la Fama - Revista Dessert Professional 2013
Chevalier de l'Ordre du Merite Agricole (Gobierno francés)